# Северный (Архангельская область)
Северный — посёлок в Верхнетоемском районе Архангельской области. Входит в состав Выйского сельского поселения.

## География
Посёлок находится на левом берегу реки Пинега ниже впадения реки Кыспала, в 124 км (по прямой) к северо-востоку от райцентра села Верхняя Тойма.

## История
По решению облисполкома № 10 от 14.01.1963 года зарегистрирован населённый пункт при Гавриловском лесопункте Выйского леспромхоза Выйского сельского Совета, которому присвоено название — посёлок Северный.

## Население
| 2002 | 2010 |
| ---- | ---- |
| 331  | ↘177 |